# Embiotoca lateralis
Embiotoca lateralis ist ein Fisch aus der Familie der Brandungsbarsche (Embiotocidae). Er lebt an den Felsküsten und den Tangwäldern des nordöstlichen Pazifik von der Wrangell Insel an der Küste Alaskas bis zum nördlichen Niederkalifornien in Tiefen bis 20 Metern. 
Die Fische werden 38 cm lang und erreichen ein Alter von 10 Jahren. Sie sind kupferfarben, die Flanken werden von 15 schmalen, blaue Streifen gemustert, die oberhalb des Seitenlinienorgan bogenartig, parallel zur Seitenlinie, unterhalb der Seitenlinie gerade und horizontal verlaufen.
Auf Kopf und Kiemendeckel befinden sich einige blaue Punkte und Streifen. Die Oberlippe ist oft dunkel. Die Flossen sind ebenfalls kupferfarben, die Basis der Rückenflosse, der Schwanzflosse und der hintere Teil der Bauchflossen ist dunkler. Die Strahlen des hartstrahligen Teils der Rückenflosse sind immer kürzer als die des weichstrahligen Teils. 
Embiotoca lateralis ernährt sich von Krebstieren, Würmern, Muscheln und in der Laichzeit der Heringe, von deren Eiern.